# Agrostis palustris
Agrostis palustris é uma espécie de gramínea do gênero Agrostis, pertencente à família Poaceae.